# Radar (bài hát của Britney Spears)
Bản mẫu:Infobox promo single
"Radar" là một bài hát của nghệ sĩ thu âm người Mỹ Britney Spears nằm trong album phòng thu thứ năm của cô, Blackout (2007). Nó được sáng tác và sản xuất bởi Bloodshy & Avant và The Clutch, với sự tham gia hỗ trợ viết lời từ Henrik Jonback, "Radar" ban đầu được dự định sẽ là đĩa đơn thứ ba trích từ Blackout, nhưng "Break the Ice" đã được lựa chọn thay vào đó. Bài hát sau đó đã được lên kế hoạch làm đĩa đơn thứ tư, nhưng việc phát hành bị hủy bỏ bởi Spears đã bắt đầu thu âm cho album phòng thu thứ sáu của cô, bài hát được phát hành như một đĩa đơn quảng bá cho Blackout.